# Val di Fassa

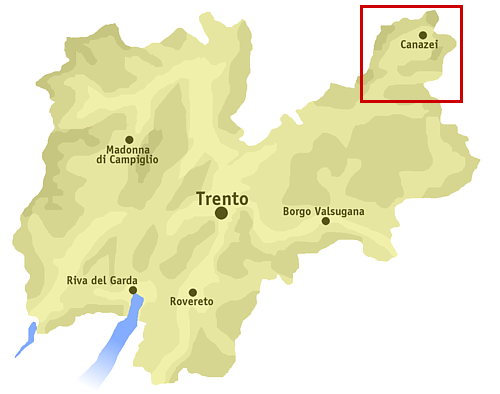
Val di Fassa

Val di Fassa (Valea Fassa) este situată în Dolomiți pe cursul superior al lui Avisio, un afluent a lui Adige în provincia Trento din nordul Italiei. Pe vale se află comuna Canazei care este o atracție turistică.

## Date geografice
Cursul inferior al lui Avisio este numit valea Val di Fiemme, explicația denumirilor diferite a văii se datorează populațiilor autohtone de brixi, ladini care au trăit în regiune. Localități situate pe Val di Fassa:
- Canazei
- Campitello di Fassa
- Pozza di Fassa
- Vigo di Fassa
- Moena

## Legături externe
de Tourismus pe  Fassatal Arhivat în 1 octombrie 2009, la Wayback Machine.